# Émile Lefebvre
Pour les articles homonymes, voir Lefebvre.
Charles Émile Lefebvre, né dans l'ancien 4e arrondissement de Paris le 26 août 1825 et mort à Paris 8e le 22 février 1874,, est un auteur dramatique et chansonnier français du XIXe siècle.

## Biographie
Ses pièces ont été représentées au théâtre des Délassements-Comiques, au théâtre des Variétés et au théâtre du Palais-Royal.

## Œuvres
- 1851 : Quatre cent mille francs pour vingt sous, vaudeville en 1 acte, avec Émile Colliot, au théâtre des Délassements-Comiques (15 mars)
- 1851 : Le Vendéen, opéra-comique en 1 acte, musique de H. Louis, (19 octobre)
- 1851 : Dans l'autre monde, rêverie vaudeville en 2 actes et 3 tableaux, avec Emile Colliot, au théâtre des Variétés (26 mars)
- 1852 : Le Retour de l'Aigle, cantate, musique de Sylvain Mangeant[4]
- 1853 : L'Ami de la maison, comédie-vaudeville en 1 acte, avec Emile Colliot, au théâtre des Variétés (15 février)
- 1853 : Les Cris de Reims. Quets ! Quets ! des beaux bouquets !, musique de Gustave Bley
- 1854 : La Revue de Reims 1853, ou Rémi, la Vesle et Cie, folie-vaudeville en 6 tableaux, avec Léon Delmas, musique de M. Jhan, au Grand Théâtre de Reims (26 janvier)
- 1855 : Sébastopol, cantate militaire, musique de Léon Paliard[5], au Grand-Théâtre (22 septembre)
- 1860 : La Grande Marée du 9 mars, poisson d'avril, scène comique, musique de Sylvain Mangeant
- 1860 : La Savoie française, cantate, musique de Sylvain Mangeant, au théâtre du Palais-Royal
- 1860 : A Notre-Dame d'Espérance, mélodie, musique d'Eugène Willent-Bordogni[6]
- 1861 : A Notre-Dame de la Salette, musique de Willent-Bordogni
- 1861 : Au nom du Christ, musique de Willent-Bordogni
- 1861 : Vole ma gondole, barcarolle, musique de Willent-Bordogni
- 1861 : Miss Pochonnet, scène comique à deux personnages, musique de Victor Parizot, au théâtre du Palais-Royal (29 décembre)
- 1862 : Danaé et sa bonne, opérette en 1 acte, musique de Sylvain Mangeant, au théâtre du Palais-Royal (6 juillet)
- 1863 : Elle n'est plus !, vaudeville en 1 acte, musique d'Ernest Blanquin
- 1864 : Elle a passé !!!, romance, musique de Willent-Bordogni
- 1865 : La Revanche de Fortunia, folie musicale en 1 acte, musique de Victor Robillard[7], aux Folies-Marigny (1er juillet).